# NGC 4930
NGC 4930 је спирална галаксија у сазвежђу Кентаур која се налази на NGC листи објеката дубоког неба.
Деклинација објекта је - 41° 24' 41" а ректасцензија 13h 4m 5,1s. Привидна величина (магнитуда) објекта NGC 4930 износи 11,5 а фотографска магнитуда 12,3. Налази се на удаљености од 35,0000 милиона парсека од Сунца. NGC 4930 је још познат и под ознакама ESO 323-74, MCG -7-27-29, DCL 481, IRAS 13012-4108, PGC 45155.